# Thập niên 1390
Thập niên 1390 là thập niên diễn ra từ năm 1390 đến 1399.